# Tom Hall (singer-songwriter)
Thomas (Tom T.) Hall, bijnaam The Storyteller (Olive Hill (Kentucky), 25 mei 1936 – Franklin (Tennessee), 20 augustus 2021), was een Amerikaans musicus en schrijver.
Als musicus schreef hij een groot aantal liedjes in met name countrystijl waarvan er elf op nummer 1 terechtkwamen en nog eens zesentwintig in de top 10. Hij was daarnaast zanger van ballads en van zijn eigen singles kwamen zeven op nummer 1 terecht en er bereikten nog eens veertien de top 10. Als schrijver bracht hij romans voort en schreef hij enkele informatieve boeken.

## Biografie
Hall werd geboren in het oosten van Kentucky in een gezin met acht kinderen. Zijn vader was metselaar en parttime predikant. Op zijn tiende leerde hij op de gitaar van een schoolvriendje spelen. Verder werd hij beïnvloed door een lokale muzikant die op jonge leeftijd overleed en waarover hij het lied The year that Clayton Delaney died schreef. Zijn moeder overleed aan kanker toen hij dertien was en zijn vader twee jaar later tijdens een schietincident. Voor de tiener zat er toen niets anders op dan de school te verlaten, zodat hij voor zijn broertjes en zusjes kon zorgen.
Samen met andere artiesten begeleidde hij met bluegrassmuziek de reizende bioscoop van zijn buurman. Voor hem schreef hij later het lied A song for uncle Curt. Ook hielp hij hem aan een plaats in een radioprogramma op de zender WMOR. Hier trad Hall zelf geregeld op met de Kentucky Travellers. Nadat de band uit elkaar ging, bleef Hall hier nog aan als dj. Ook nadat hij zijn diensttijd van 1957 tot 1961 vervulde - waaronder in Duitsland - kwam hij hier weer als dj terug. Daarnaast trad hij op als muzikant en schreef hij nieuw werk. In 1964 verhuisde hij naar Nashville en trouwde hier Iris Dixie Dean, een redactrice voor het blad Music City News.
Ondertussen schreef hij nummers die door andere artiesten op de plaat werden gezet. Hij schreef onder meer over de Vietnamoorlog, zoals Hello Vietnam (door Johnnie Wright) en Mamma, tell 'em what we're fighting for (door Dave Dudley). Hij schreef verder ook veel ander werk, voor artiesten als Gram Parsons, Emmylou Harris, Bobby Bare sr. en George Jones. Tot zijn beste pennenvruchten worden die liedjes gerekend waarin hij mensen beschrijft in een bepaalde situatie, zoals I miss a lot of trains en Pinto the wonder horse is dead. Hij werd daarom ook wel The Storyteller genoemd.
Zangeres Margie Singleton verzocht Hall in 1968 een nummer te schrijven dat vergelijkbaar was met Ode to Billie Joe van Bobbie Gentry. Hierop schreef hij het nummer Harper Valley P.T.A. Toen hij het nummer klaar had, was Singleton niet aanwezig en werd het ingezongen door Jeannie Riley. Voor Riley werd dit haar debuutsingle en ook meteen haar grootste hit met een nummer 1-notering in zowel de Hot Country Singles (country) als de Billboard Hot 100 (pop). Bij elkaar werden er zes miljoen verkocht. Ook voor Hall betekende deze hit zijn doorbraak als songwriter.
Eind jaren zestig tekende Hall een contract bij Mercury Records en plaatste hij een "T" tussen zijn voor- en achternaam. Na enkele bescheiden hits behaalde hij in 1968 zijn eerste grote hit met Ballad of forty dollars die op nummer 4 van de Hot Country Singles terechtkwam. Een jaar later volgde zijn eerste nummer 1-hit met A week in a country jail. In 1971 trad hij toe tot de selectie van het fameuze countryprogramma Grand Ole Opry.
Hij nam ook wel werk van anderen op, zoals Me and Jimmie Rodgers van Shel Silverstein en P.S. I love you. Hij trad ook op met andere countryartiesten, zoals Johnny Rodriguez, Patti Page en Earl Scruggs. Aan het begin van de jaren tachtig was hij verder host van Pop Goes the Country van een syndicaatnetwerk uit Nashville. Ook was hij betrokken bij verschillende andere producties en opnames.
Vanaf het midden van de jaren zeventig legde hij zich steeds meer toe op het schrijven van romans en kinderliedjes. In 1986 trok hij zich geheel terug uit de muziekwereld. Boeken van zijn hand zijn onder meer How I write songs en The storyteller's Nashville. Nadat er in 1995 een verzamelbox van zijn muziek verscheen, keerde hij nog enkele jaren terug in de muziek.
Tom T. Hall werd in 2002 opgenomen in de Kentucky Music Hall of Fame en in 2008 in de Country Music Hall of Fame.

## Discografie
Hall bracht tot en met 2000 zevenentwintig studioalbums en negen verzamelalbums uit. Verder bracht hij de volgende singles uit, die overigens niet alleen in de hitlijst voor countrymuziek terechtkwamen, maar ook in pophitlijsten en buitenlandse hitlijsten, met name in Canada.
| Jaar | Single                                                          | Hot Country Singles | Album                                 |
| ---- | --------------------------------------------------------------- | ------------------- | ------------------------------------- |
| 1967 | I washed my face in the morning dew                             | 30                  | Ballad of forty dollars               |
| 1968 | The world the way I want it                                     | 66                  | Ballad of forty dollars               |
| 1968 | I ain't got the time                                            | 68                  | Ballad of forty dollars               |
| 1968 | Ballad of forty dollars                                         | 4                   | Ballad of forty dollars               |
| 1969 | Strawberry farms                                                | 40                  | Homecoming                            |
| 1969 | Homecoming                                                      | 5                   | Homecoming                            |
| 1969 | A week in a country jail                                        | 1                   | Homecoming                            |
| 1970 | Shoeshine man                                                   | 8                   | Homecoming                            |
| 1970 | Salute to a switchblade                                         | 8                   | I witness life                        |
| 1970 | Day drinkin' (met Dave Dudley)                                  | 23                  | -                                     |
| 1970 | One hundred children                                            | 14                  | One hundred children                  |
| 1971 | Ode to half a pound of ground round                             | 21                  | One hundred children                  |
| 1971 | The year Clayton Delaney died                                   | 1                   | In search of a song                   |
| 1972 | Me and Jesus                                                    | 8                   | We all got together and...            |
| 1972 | The monkey that became president                                | 11                  | We all got together and...            |
| 1972 | More about John Henry                                           | 26                  | The storyteller                       |
| 1972 | (Old dogs, children and) Watermelon wine                        | 1                   | The storyteller                       |
| 1972 | Hello, we're lonely (met Patti Page)                            | 14                  | -                                     |
| 1973 | Ravishing ruby                                                  | 3                   | Rhymer and other five and dimers      |
| 1973 | Watergate blues                                                 | 16                  | Rhymer and other five and dimers      |
| 1973 | I love                                                          | 1                   | For the people in the last hard town  |
| 1974 | That song is driving me crazy                                   | 2                   | Country is                            |
| 1974 | Country is                                                      | 1                   | Country is                            |
| 1974 | I care                                                          | 1                   | Songs of fox hollow                   |
| 1975 | Deal                                                            | 8                   | I wrote a song about it               |
| 1975 | I like beer                                                     | 4                   | Faster horses                         |
| 1975 | Faster horses (The cowboy and the poet)                         | 1                   | Faster horses                         |
| 1976 | Negatory romance                                                | 24                  | Faster horses                         |
| 1976 | Fox on the run                                                  | 9                   | Magnificent music machine             |
| 1977 | Your man loves you honey                                        | 4                   | About love                            |
| 1977 | It's all in the game                                            | 12                  | About love                            |
| 1977 | May the force be with you always                                | 13                  | New train same rider                  |
| 1978 | I wish I loved somebody else                                    | 13                  | New train same rider                  |
| 1978 | What have you got to lose                                       | 9                   | Places I've done time                 |
| 1979 | Son of Clayton Delaney                                          | 14                  | Places I've done time                 |
| 1979 | There is a miracle in you                                       | 20                  | Saturday morning songs                |
| 1979 | You show me your heart (and i'll show you mine)                 | 11                  | Ol'T's in Town                        |
| 1980 | The old side of town                                            | 9                   | Ol'T's in town                        |
| 1980 | Soldier of fortune                                              | 51                  | Soldier of fortune                    |
| 1980 | Back when gas was thirty cents a gallon                         | 36                  | Soldier of fortune                    |
| 1981 | The all new me                                                  | 41                  | World class country                   |
| 1982 | There ain't no country music on this jukebox (met Earl Scruggs) | 77                  | Storyteller and the Banjo Man         |
| 1982 | Song of the south (met Earl Scruggs)                            | 72                  | Storyteller and the Banjo Man         |
| 1983 | Everything from Jesus to Jack Daniels                           | 42                  | Everything from Jesus to Jack Daniels |
| 1984 | Famous in Missouri                                              | 81                  | Natural dreams                        |
| 1984 | P.S. I love you                                                 | 8                   | Natural dreams                        |
| 1985 | A bar with no beer                                              | 40                  | Song in a seashell                    |
| 1985 | Down in the Florida Keys                                        | 42                  | Song in a seashell                    |
| 1986 | Love letters in the sand                                        | 79                  | Song in a seashell                    |
| 1986 | Down at the mall                                                | 65                  |                                       |

- Biblioteca Nacional de España: XX963724
- Bibliothèque nationale de France: cb13894913m (data)
- Gemeinsame Normdatei: 134396243
- International Standard Name Identifier: 0000 0001 2027 2810
- Library of Congress Control Number: n81083948
- MusicBrainz: 8d8e3514-06fc-4801-bd4b-8c6ccae223b3
- Nationale Bibliotheek van Tsjechië: xx0137985
- Nederlandse Thesaurus van Auteursnamen: 071999280
- Istituto Centrale per il Catalogo Unico: DDSV062105
- SNAC: w6jq0zpk
- Virtual International Authority File: 64191861
- WorldCat: E39PBJqQCjqFPRwxMFtrmJc773